# Sýkořice
Sýkořice (Duits: Sikorschitz) is een Tsjechische gemeente in de regio Midden-Bohemen en maakt deel uit van het district Rakovník. Het dorp ligt op 16 km afstand van de stad Rakovník, 13 km afstand van Beroun en 18 km afstand van Kladno.
Sýkořice telt 554 inwoners.

## Geografie
De gemeente bestaat uit de volgende plaatsen:
- Sýkořice;
- Podřeže;
- Luby;
- Dřevíč.

Het hoogste punt van de gemeente ligt op 446 m boven de zeespiegel.

## Geschiedenis
De eerste schriftelijke vermelding van het dorp dateert van 1581. Het gebied was echter al eerder bewoond, te weten in de prehistorie. Deze conclusie is getrokken op basis van archeologische vondsten in de omgeving (onder andere bij Nižbor, dat op ongeveer 10 km afstand ligt). In die tijd was landbouw de voornaamste bron van inkomsten. Voor de aanleg van akkers zijn toentertijd delen van de omringende bossen verdwenen.
Sinds 2003 is Sýkořice een zelfstandige gemeente binnen het Rakovníkdistrict.

## Economie
De grootste onderneming is de nabijgelegen steengroeve van het bedrijf Kámen Zbraslav, waar spiliet wordt gedolven en stenen worden geproduceerd voor onder meer de aanleg van wegen en huizenbouw. In het lager gelegen deel van het dorp ligt een voetbalveld. Ook wordt er in de gemeente door toeristen gekampeerd, met name langs de oevers van de Berounka.

## Verkeer en vervoer

### Autowegen
Weg II/201 loopt door de gemeente en verbindt Sýkořice met Kralovice, Slabce, Křivoklát, Zbečno en Unhošt.

### Spoorlijnen
Er is geen station binnen de gemeente. Het dichtstbijzijnde station is Zbečno, op 2 km afstand van het dorp. Dat station ligt aan spoorlijnt 174 Beroun - Rakovník.

### Buslijnen
Buslijn 555 Kladno - Zbečno - Křivoklát - Nezabudice van vervoerdoer ČSAD MHD Kladno heeft een halte in het dorp.
Doordeweeks halteren er 12 bussen bussen per dag; in het weekend 6.

## Bezienswaardigheden
- De niskapel van Johannes van Nepomuk;
- Jachtslot Dřevíč;
- Natuurreservaat Kabečnice.

## Bekende inwoners
- Karel Schwarzenberg, politicus

## Galerij

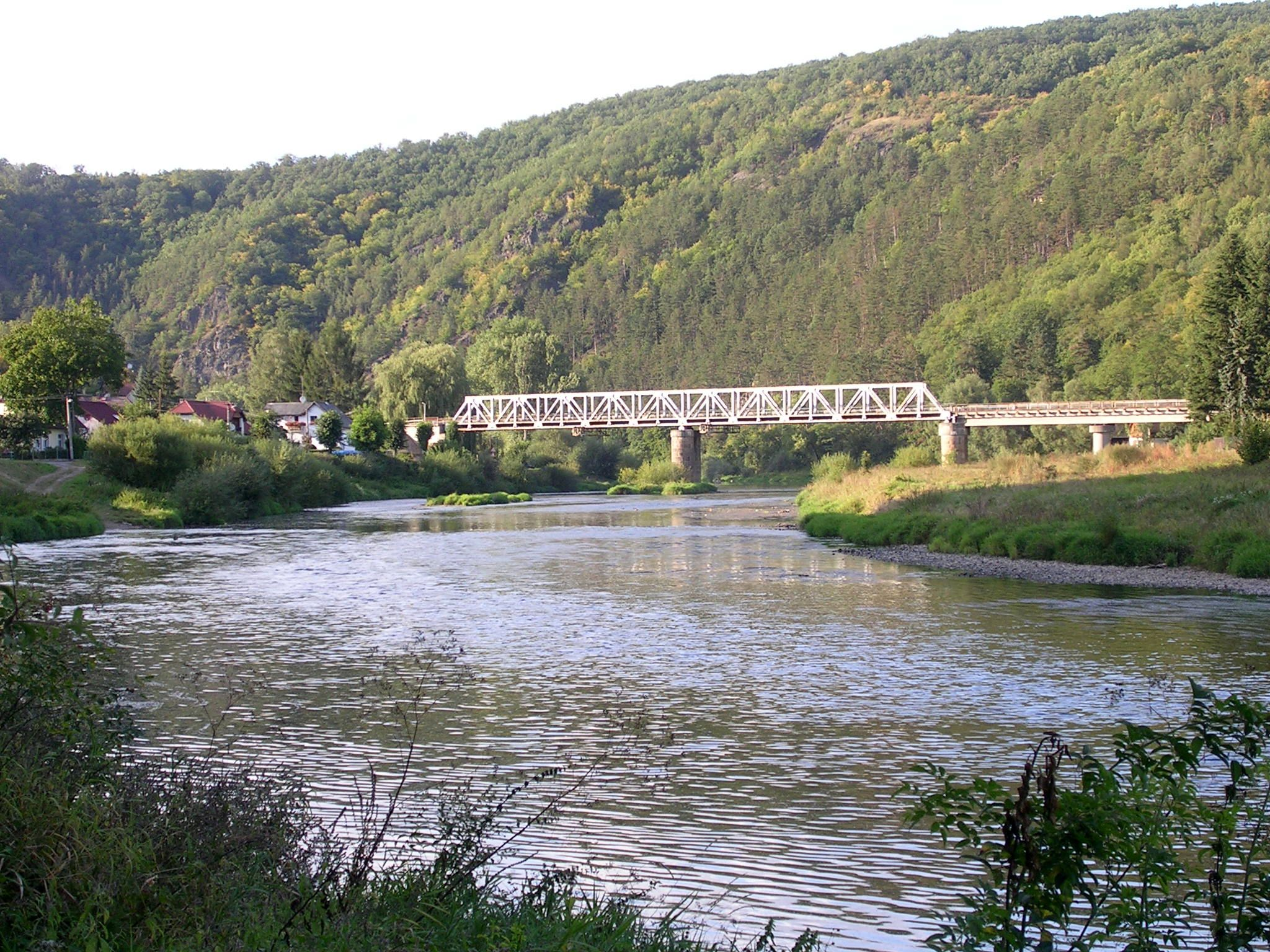
Spoorbrug over de Berounka
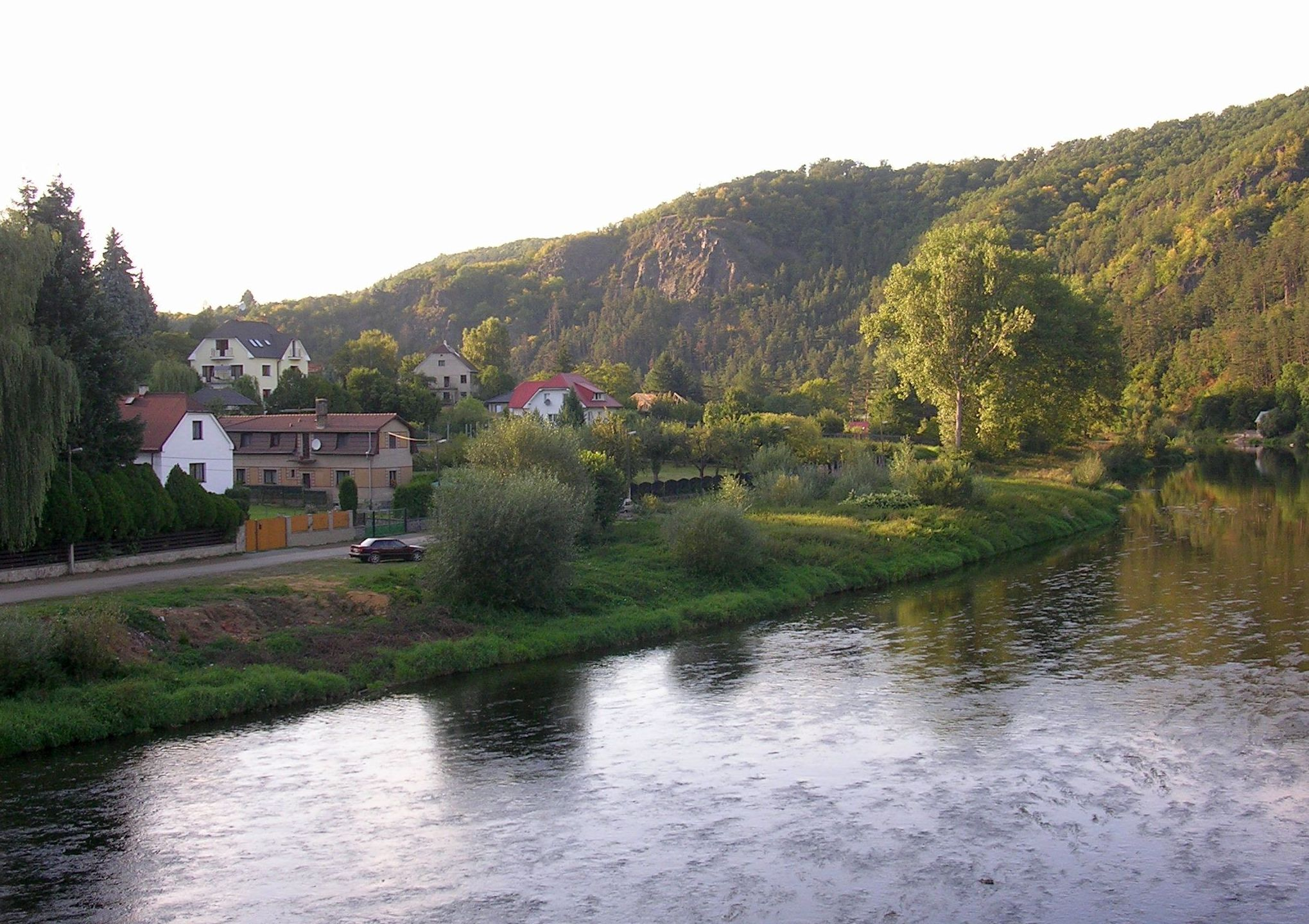
Huizen langs de Berounka
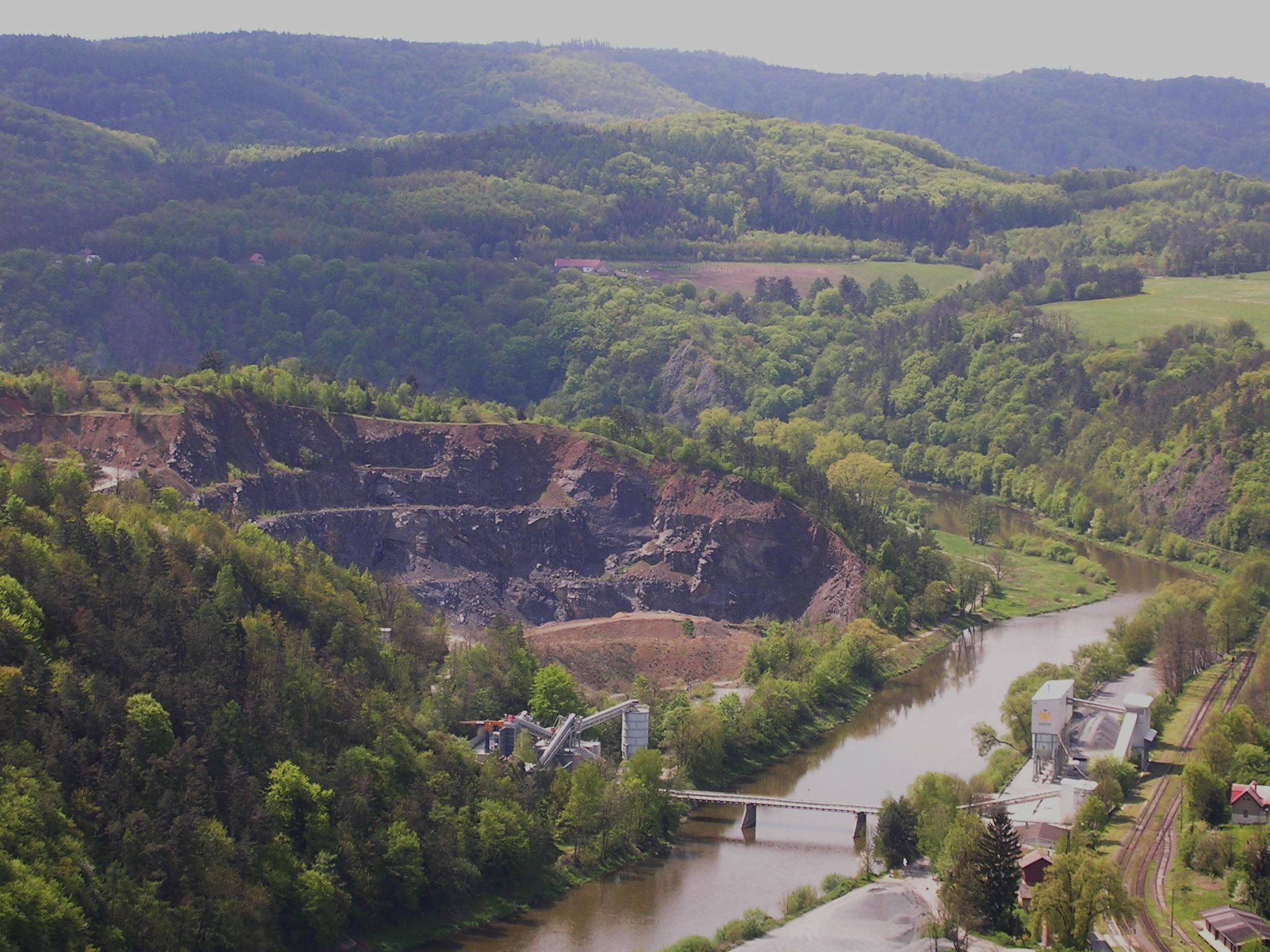
Steengroeve van Sýkořice
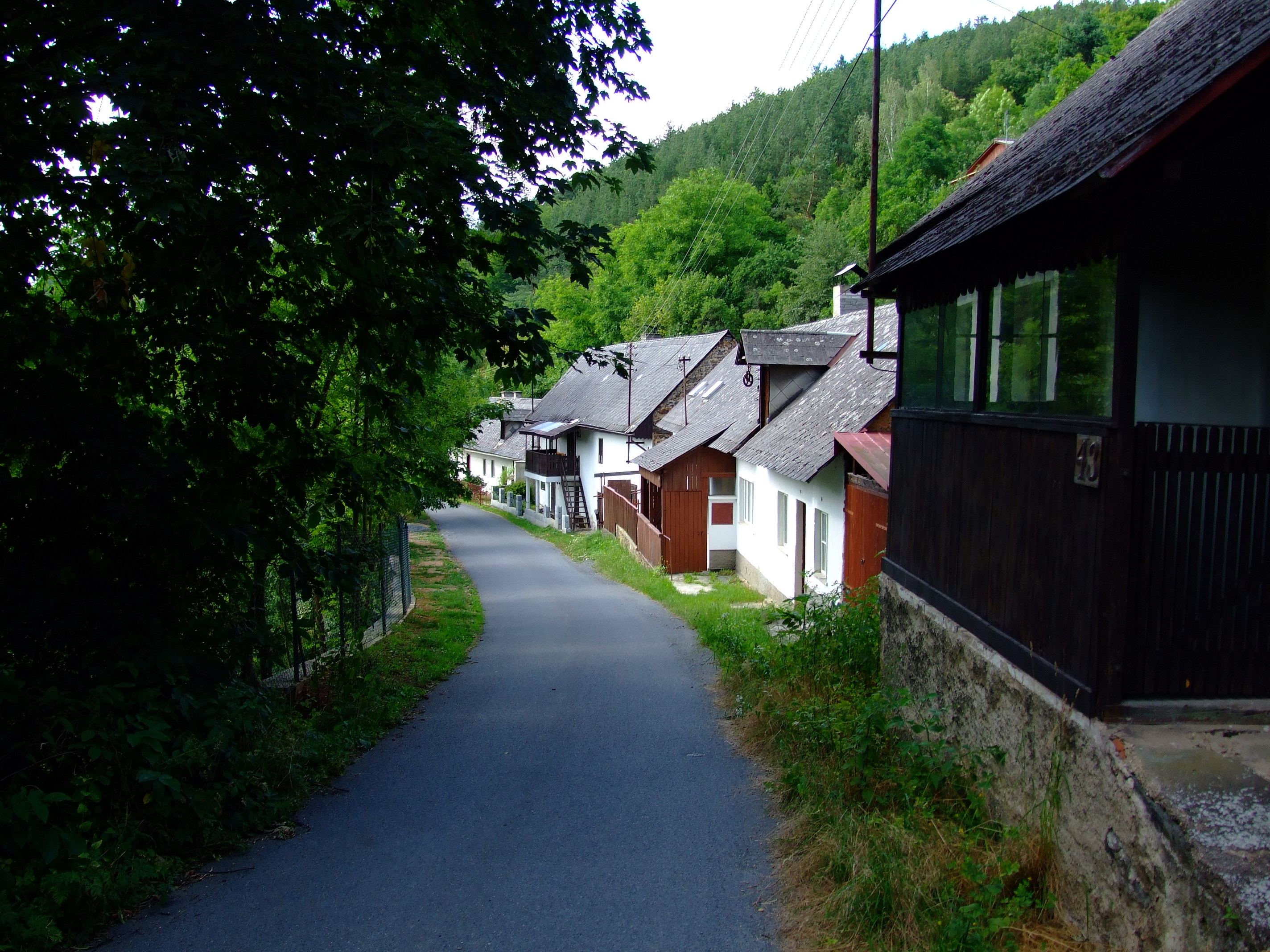
Heuvelachtig straatje in Sýkořice
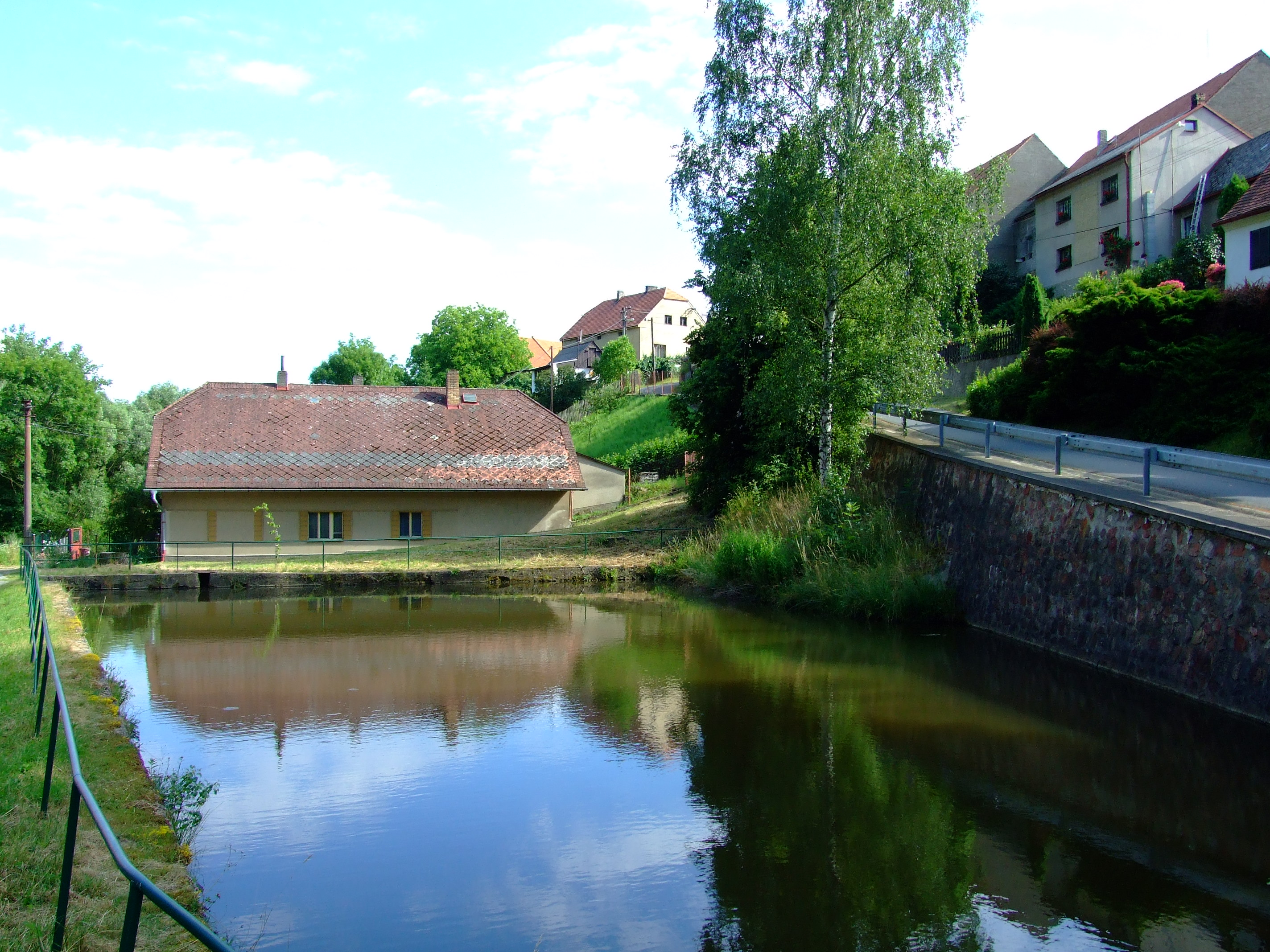
Straat en meertje in Sýkořice
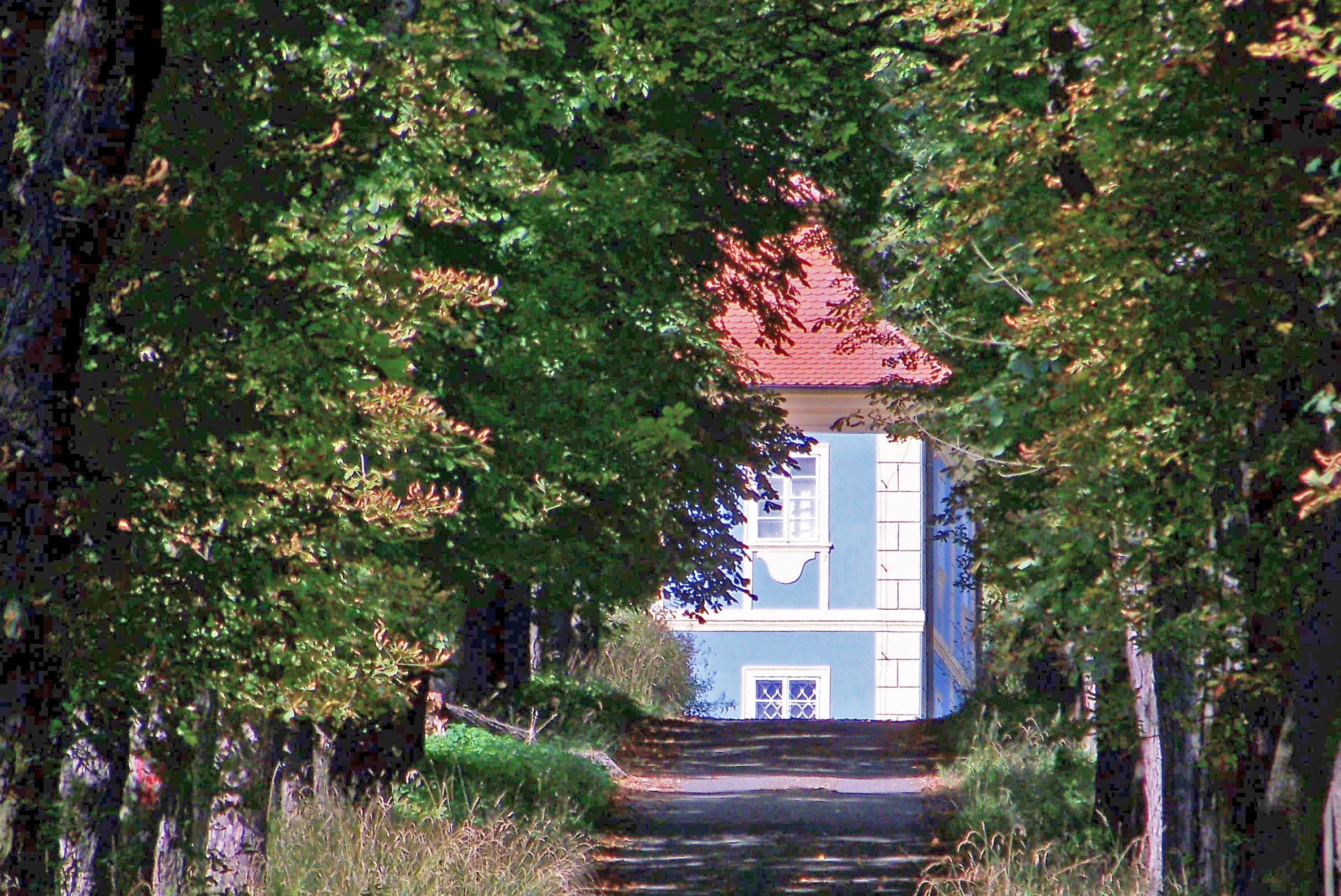
Blik op jachtslot Dřevíč
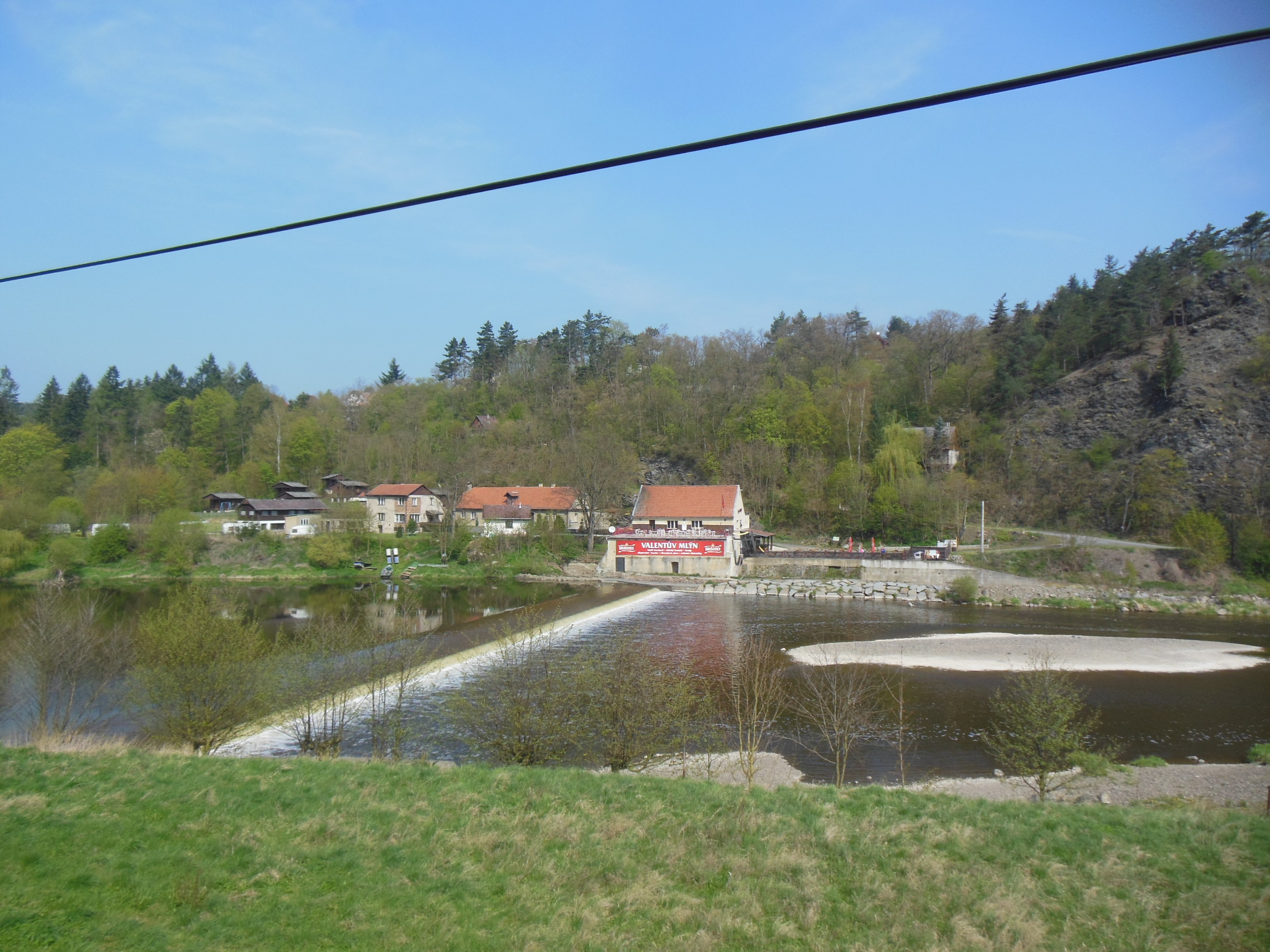
Dam in de Berounka nabij het dorp